# دس
دس (به لهستانی:  Dys) یک روستا در لهستان است که در گمینا نگمتسه واقع شده‌است. دس ۱٬۲۰۰ نفر جمعیت دارد.